# Academia Secretorum Naturae
De Academia Secretorum Naturae (Latijn. Italiaans: Accademia dei Segreti, Nederlands: Academie van de geheimzinnigheden der natuur) is vermoedelijk het eerste wetenschappelijk genootschap, en is in 1560 opgericht door Giambattista della Porta, die bekendstond als een veelzijdig wetenschapper. 
Della Porta markeerde daarmee het begin van een wetenschappelijke revolutie. Want met de opkomst van de wetenschappelijke (of geleerde) genootschappen ontstond er een nieuwe steunpilaar voor de wetenschap, die deze iets minder afhankelijk maakt van de Kerk en Staat. Daarnaast verrichtten de genootschappen veel goed werk met betrekking tot de popularisering van de wetenschap onder de normale bevolking. Beroemde latere voorbeelden zijn: Royal Society (1662) en Académie Royale des Sciences (1666).
De leden van de Academia, die zich otiosi noemden, ontmoetten elkaar bij Della Porta thuis in Napels. In opdracht van paus Paulus V werd de Academia gesloten in 1578 op verdenking van tovenarij. 
Van de Adademia Secretorum Naturae wordt beweerd dat het de eerste was in haar traditie, maar in 1488 werd in Krakau al de Sodalitas Litterarum Vistulana opgericht, die als eerste zou kunnen worden beschouwd. 